# Dokonjō Gaeru
Dokonjō Gaeru (ど根性ガエル?) es un manga creado por Yasumi Yoshizawa, fue publicado en la revista Shōnen Jump de Shūeisha desde el número 30 en 1970 hasta el número 24 en 1976. Fue adaptada en dos anime, el primero de 103 episodios y el segundo de 30.
El doblaje al español de la serie se llevó a cabo en Los Ángeles, California, bajo el nombre de La Rana Valiente. Se realizó ese doblaje de cara a su estreno en España (en 1991), debido a la huelga que hubo con los actores de doblaje en ese país. Posteriormente, el primer país de Latinoamérica en emitirse fue Chile por la cadena estatal de TVN en 1993 y también por el canal de cable ETC en el 2011.

## Argumento
Mientras la rana Raponchi está saltando en un lote vacío en Nerima, Tokio Shakujii Park, el estudiante Hiroshi que se encontraba peleando con su rival Gorila, tropieza sobre una piedra y lo aplasta. Sin embargo, Raponchi renace como una estampa en la parte delantera de la camisa de Hiroshi y ahora le da consejos y comentarios sobre su vida.

## Personajes
- Raponchi: Una rana que es aplastada por Hiroshi, pero su espíritu vive dentro de su camisa, convirtiéndose en una Rana Plana (平面ガエル, Heimen Gaeru). Debido a que es la única camisa buena de Hiroshi se ve siempre obligado a viajar e interactuar con él. Ambos son igual de obstinados y glotones por lo que es común que discutan como hermanos pero de igual forma se cuidan y apoyan. Posee control total de la camisa, siendo capaz de saltar y obligando a Hiroshi para que vaya con él ya que ha demostrado que posee la fuerza necesaria para mover objetos de enorme peso.
- Hiroshi: El alumno de secundaria que cayó encima de Raponchi un día que tropezó en la calle. Es muy valiente y no dará marcha atrás en contra de Gorila, pero tiene miedo mortal de Kaa-chan. Su principal característica son las gafas de sol que lleva sobre la cabeza. A pesar de que su escuela tiene el reglamento del uniforme, por alguna razón le permiten usar su camisa regular. Solo vive con su madre, ya que no tiene padre y es normal que pasen seguido por problemas financieros; por lo que en más de una ocasión idea planes para obtener dinero o comida gratis engañando a alguien.
- Kyoko: Novia de Hiroshi y su mejor amiga. Es hija de una familia adinerada, a pesar de esto es una chica independiente que piensa por sí misma y participa en travesuras. Al principio no le agrada Hiroshi, pero luego se hacen amigos después de conocer a Raponchi, del cual piensa que es un buen diseño en la camisa.
- Goro: Es un amigo de Hiroshi que se distingue por su pequeña estatura y su marca roja sobre los ojos, que simula un antifaz. A pesar de esto es muy fuerte y siempre utiliza su bolso escolar como arma; su familia tiene mejor posición que la de su amigo y por ello normalmente llega con juguetes u objetos novedosos que le regala su padre.
- Misako: Es la novia de Goro. Él le salvó la vida en una ocasión golpeando a un perro muy feroz con su bolso, es también amiga de Hiroshi, Raponchi y Kyoko.
- Ranosa: Una rana que fue la novia de Raponchi, una vez lo fue a buscar debido a que lo extrañaba, pero Raponchi le dijo que no podían estar juntos, debido a que ahora forma parte de la camisa de Hiroshi.
- Gorila: Es el matón del colegio y el principal enemigo de Hiroshi, aunque forma parte también de su grupo de amigos; es fuerte pero no muy inteligente, ha repetido tres veces el mismo curso, trabaja en una pescadería que es propiedad de su familia. Debido a esto siempre tiene pie de atleta, por lo que debe usar unos zapatos de madera. Durante un festival del verano se enamoró de Kyoko cuando esta se portara amablemente con él, así que en general la trata más amablemente que al resto. Por lo general teme y evita pelear con Hiroshi más de lo necesario ya que en estas ocasiones Raponchi lo ataca mordiendo su ombligo.
- Mogura: Es el compinche de Gorila, siempre lo acompaña en sus fechorías y le llama "jefe". Tiene una marca en forma de corazón en su cabeza.
- Madre de Hiroshi: No se ha mencionado su nombre en la serie, siempre regaña a Hiroshi por ser muy perezoso, a pesar de esto ella le presta mucha atención. Desde la llegada de Raponchi lo ha tratado como "el hermano menor" de Hiroshi. Aparentemente tiene el oficio de costurera.
- Sr. Machida: Profesor de la escuela de Hiroshi, lleva gafas, es algo torpe y siempre los alumnos se aprovechan de él, sin embargo se preocupa mucho de la educación de ellos. Su frase típica es: "en mis 25 años como maestro jamás he visto..."
- Srta. Yoshiko: Es profesora en la escuela de Hiroshi, es muy hermosa, amable y es el objeto de afecto del profesor Minami y Sam.
- Yoshio Minami: Es profesor titular de Hiroshi a quien siempre esta regañando por llegar tarde o no cumplir con sus deberes, dándole castigos, aunque Hiroshi junto con Raponchi ha sabido darle vuelta a la situación. Siempre compite con Sam por el afecto de la Srta Yoshiko, además vive en un destartalado apartamento ya que su salario no alcanza para algo mejor.
- Sam: Es repartidor y cocinero de sushi del restaurante Takara, siempre va con su moto por la ciudad, es experto en artes marciales, pero rara vez las usa para pelear ya que su fuerza y habilidades son sobrehumanas y teme llegar a lastimar seriamente a la gente; siempre da sabios consejos a Hiroshi sobre la vida llegando en ocasiones incluso a enfrentar a grupos yakuza completos por ayudarlo. Es rival del profesor Minami por el afecto de la Srta. Yoshiko y en muchas ocasiones asiste a los niños en sus travesuras o los ayuda a salir de problemas.
- Takara: Es el dueño del restaurante de sushi que lleva su nombre y donde trabaja Sam. Siempre amenaza con despedirlo en varias ocasiones debido a que algunas veces abandona sus deberes, pero nunca lo hace al final.
- Simpachi: Es el estudiante más detestable e indisciplinado de la escuela, le gusta gastar bromas pesadas a los profesores, en particular al profesor Minami y la Srta. Yoshiko, aparte de molestar a Hiroshi, pero Raponchi y Sam lo han puesto en su lugar en algunas ocasiones.
- Kuniko: Fue la primera amiga de Hiroshi, fue quien le dio las gafas de sol que siempre lleva en su cabeza. Su padre era dueño de un óptica, pero su negocio quebró y se tuvo que mudar a otra ciudad, unos años más tarde ella regresa a estudiar a la misma escuela de Hiroshi, provocando los celos de Kyoko. Se caracteriza por ser muy coqueta y enamorarse de cualquier hombre.
- Pablito: Es el hermano menor de Kyoko, algunas veces ella le ha pedido a Hiroshi y Raponchi que lo cuiden, con resultados desastrosos.
- María: Es una gata callejera que originalmente Gorila cuidaba en un terreno vacío del barrio debido a que no podía mantenerla en su casa. Posteriormente sería encontrada y adoptada por Hiroshi, por lo que Gorila tras comprobar que estaba en buenas manos aceptó que quedara con ella. Tiene la costumbre de robar pescado.

## Episodios
- 1. El Nacimiento de la Rana Valiente / La Vida de una Rana atrapada en una camisa es muy difícil.
- 2. Mudo de amor / Historia de amor.
- 3. Uno de los primeros amores de Goro / Un duelo en una pequeña ciudad del Japón.
- 4. Di "A" / Qué cosa pediste prestada.
- 5. El home run de Raponchi / El beso.
- 6. La dulce María / El entrenamiento intensivo.
- 7. Un nuevo héroe en el vecindario / La gata ladrona.
- 8. Fiebre de mariscos / El pequeño detective.
- 9. Un duelo en los baños públicos / El soltero empedernido.
- 10. Hiroshi el modelo / Sam un hombre de honor.
- 11. Las lágrimas de mamá / Patines, caídas y empujones.
- 12. Feliz Navidad / La novia de Sam.
- 13. Como pescar un resfiado / Pescado para el año nuevo.
- 14. Un maravilloso regalo de año nuevo / Pescados y besos en la nieve.
- 15. El futuro presidente / La incógnita.
- 16. Pelea en el desayuno / Los eternos rivales.
- 17. En busca de papá / Un chico no puede enamorarse de su maestra.
- 18. Juventud divino tesoro / Hiroshi hace las entregas.
- 19. Kyoko la modelo / Certamen de Belleza.
- 20. El niño que no podía sonreír / Encontremos a María.
- 21. La rana tridimensional y la rana plana / Un criminal buscado en el pueblo.
- 22. Llegando tarde a la escuela / Una declaración de amor.
- 23. Un beso peligroso / La gran transformación de Gorila.
- 24. Viva la lluvia / El mejor regalo.
- 25. La rana exagerada / Raponchi se va de la casa.
- 26. Un día al aire libre / Mente sana en cuerpo sano.
- 27. El bolso escurridizo / Hiroshi ha rejuvenecido.
- 28. Un gorila ha escapado / Quién será el presidente del consejo estudiantil.
- 29. Yo amo a los bebés / Todo por un plato de sopa.
- 30. Raponchi toma un examen / Raponchi atrapa a dos ladrones.
- 31. La espina / Kyoko está enamorada.
- 32. Un gigante ha llegado a la ciudad / La promesa del home run.
- 33. Juntos bajo la lluvia / Las lágrimas de Futoshi.
- 34. El bien siempre triunfa / Ser o no ser rico o no rico.
- 35. Para el amor no hay edades / Raponchi se multiplica.
- 36. Se solicita esposa / Minami el salvavidas.
- 37. El vestido de cumpleaños / Sam cae en su propia trampa.
- 38. La piscina rodante / El festival de la ciudad.
- 39. Los fantasmas revoltosos / En el mar la vida es más sabrosa.
- 40. Un día de campo / Una enfermedad muy extraña.
- 41. La pose perfecta / La sombra vengadora.
- 42. El gran concurso / Los fantasmas vienen cuando las campanas suenan.
- 43. Un pasado desconocido / Último día de vacaciones.
- 44. El monumento / Hiroshi el pintor.
- 45. El regalo de cumpleaños / Minami el criminal.
- 46. Quién soy yo / El televisor a colores.
- 47. El ombligo de Raponchi / Una carta de amor.
- 48. El pobre huérfano / Un alumno rebelde.
- 49. Es un secreto para Raponchi / Simpachi el detestable.
- 50. Un regalo misterioso / La pelea entre Sam y Simpachi.
- 51. Altercado en el festival / Por la boca muere el pez.
- 52. La Srta. Yoshiko, esposa por un día / El problema del alcohol.
- 53. Lesionado seriamente / Niño o niña.
- 54. No llores Hanaki / Sonríe, bebé.
- 55. La ranita feliz / Entrenen al niño en el baño.
- 56. En busca del tesoro / El peligroso gorila.
- 57. El señor Minami regresa a casa / El escándalo del incendio.
- 58. El misterio de la carta de amor / El gran escape.
- 59. Hiroshi y Kyoko se van a patinar / Quién es el peor de todos.
- 60. Detened esa boda / La Navidad secreta.
- 61. Los mejores pasteles / Pescado gratis para Año Nuevo.
- 62. Raponchi en el pasado / El primer sueño del año.
- 63. No queremos exámenes / El gran malentendido.
- 64. La habilidad de Sam / Hiroshi está en problemas.
- 65. Candidata a esposa / Al rescate de los rehenes.
- 66. Aromas del Cairo / La niña que se enamoró de Gorila.
- 67. La hermosa escultura de nieve / La lotería.
- 68. Intercambio de comida / Contágiame tu resfrío.
- 69. Un huésped muy extraño / Pobre señor Minami.
- 70. Gorila en el jardín de niños / La lata vacía.
- 71. Kambei el genio caricaturista / El secreto de Simpachi.
- 72. Perdóname mamá / Fiesta en el jardín de ñiños de Goro.
- 73. El paseo accidentado / El nuevo empleo del Sr. Machida.
- 74. Niñeras irresponsables / Duelo en los baños públicos.
- 75. La niña de las gafas / Raponchi está a punto de explotar.
- 76. Kuniko la niña coqueta / Raponchi el adivino.
- 77. Minami se vuelve popular / Relación confictiva.
- 78. Los dedos mordidos / El hijo pródigo.
- 79. Quién será el destructor del colegio / La promesa.
- 80. Raponchi y Hiroshi quedan atrapados / La receta favorita de Kuniko.
- 81. La carta de amor / Duelo interminable.
- 82. Mal de amores / Raponchi trae mala suerte.
- 83. Simpachi tiene una mascota / La pelea.
- 84. Los rivales / El vividor.
- 85. La rana meteoroloca / Los niños buenos no fuman.
- 86. La prueba a Hiroshi / La rana deportista.
- 87. La chica de mis sueños / Mi viejo amigo.
- 88. El huésped / Guerra fria.
- 89. Recuperando a Kioko / La pócima secreta.
- 90. La tarea de las vacaciones / La boda de Mamá.
- 91. El secuestro / La vida en la playa.
- 92. Terror en la escuela / Cuando un hombre se va.
- 93. El hipo incurable / Una situación canina.
- 94. Demasiadas cervezas / Don Raponchi de La Mancha.
- 95. El cuarto encantado / Raponchi es la carnada.
- 96. Dónde están los insectos / La batalla entre Goro y Mogura.
- 97. Lloverá o no lloverá / Estela va al festival.
- 98. El arma secreta de Hiroshi / Raponchi la super rana.
- 99. Quién será la presidenta / Los estafadores.
- 100. El viaje en globo / El espectáculo de caridad.

## Doblaje en español
- Víctor Mares Jr.: Hiroshi[2]
- Víctor Mares: Raponchi
- Erika Robledo: Kyoko
- Andrés Esparza: Goro
- Gladys Parra: Misako
- Erika Robledo: Ranosa
- Carlos Carrillo: Gorila
- Roberto Colucci: Mogura
- María Becerril: Madre de Hiroshi
- Carlos Carrillo: Sr. Machira
- Angelines Santana: Sra. Fujiko
- Roberto Alexander: Yoshio Minami
- Juan Alfonso Carralero: Sam
- Alejandro Abdalah:  Takara
- Víctor Mares Jr.: Narración